# John Tempesta
John Tempesta (nascut el 26 de setembre de 1964) és un bateria nord-americà conegut pel seu treball en hard rock i heavy metal. És membre de The Cult des del 2006.

## Biografia
Tempesta agafà afició a les bateries de petit. Demanant-hi peces com a regal. Vora els onze anys, mirant la televisió amb la seva mare veié en Ringo Starr tocant la bateria i es traçà l'objectiu de ser com ell.
Anteriorment, Tempesta va tocar amb diverses bandes com Exodus, Testament i White Zombie. Va treballar amb l'antic cantant de White Zombie Rob Zombie com a artista solista i va ser tècnic de bateria de Charlie Benante, bateria de la banda de heavy metal Anthrax a principis de la seva carrera. Se'l fa referència a la interpretació d'Anthrax de "Friggin' in the Riggin'" (del seu EP Penikufesin de 1989), amb lletres sobre els membres del grup de la banda. A més, també va interpretar el paper de "Not Man" durant els primers espectacles en directe d'Anthrax, que es poden veure al vídeo musical "Antisocial".
El 1997 va tenir un breu període com a bateria de la banda Prong abans que es dissolguessin més tard el mateix any.
L'any 2000, va tocar la bateria a la cançó "Meat", de l'àlbum en solitari homònim de Tony Iommi.
Va tocar amb la banda Helmet el 2004–2005.
L'octubre de 2004 va gravar amb la banda Scum of the Earth. La banda estava formada per John i el seu germà Mike Tempesta, que abans era el guitarrista de Powerman 5000, Riggs (antic guitarrista de Rob Zombie), John Dolmayan (System of a Down), Seven i Clay Campbell. Van llançar Blah...Blah...Blah...Love Songs for the New Millennium, un llançament amb força pop que recorda el so de White Zombie / Rob Zombie, produït per Ben Burkhardt a Belt of Orion Recording a Hollywood.
El 14 de febrer de 2006 va ser contractat pels Cult.
L'abril de 2011, va gravar mostres de bateria i grooves MIDI per a una expansió de Toontrack al programari d'emulació de bateria EZdrummer, anomenat Metal Machine EZX.
El 15 de juliol de 2013, Tempesta va acabar els seus enregistraments de bateria per al projecte Temple of the Black Moon, un projecte amb artistes coneguts de diversos gèneres de metall. Altres membres són: Dani Filth, Rob Caggiano i King Ov Hell. El mateix any, també va tocar la bateria a l'àlbum Another Life d'Emphatic.

## Discografia

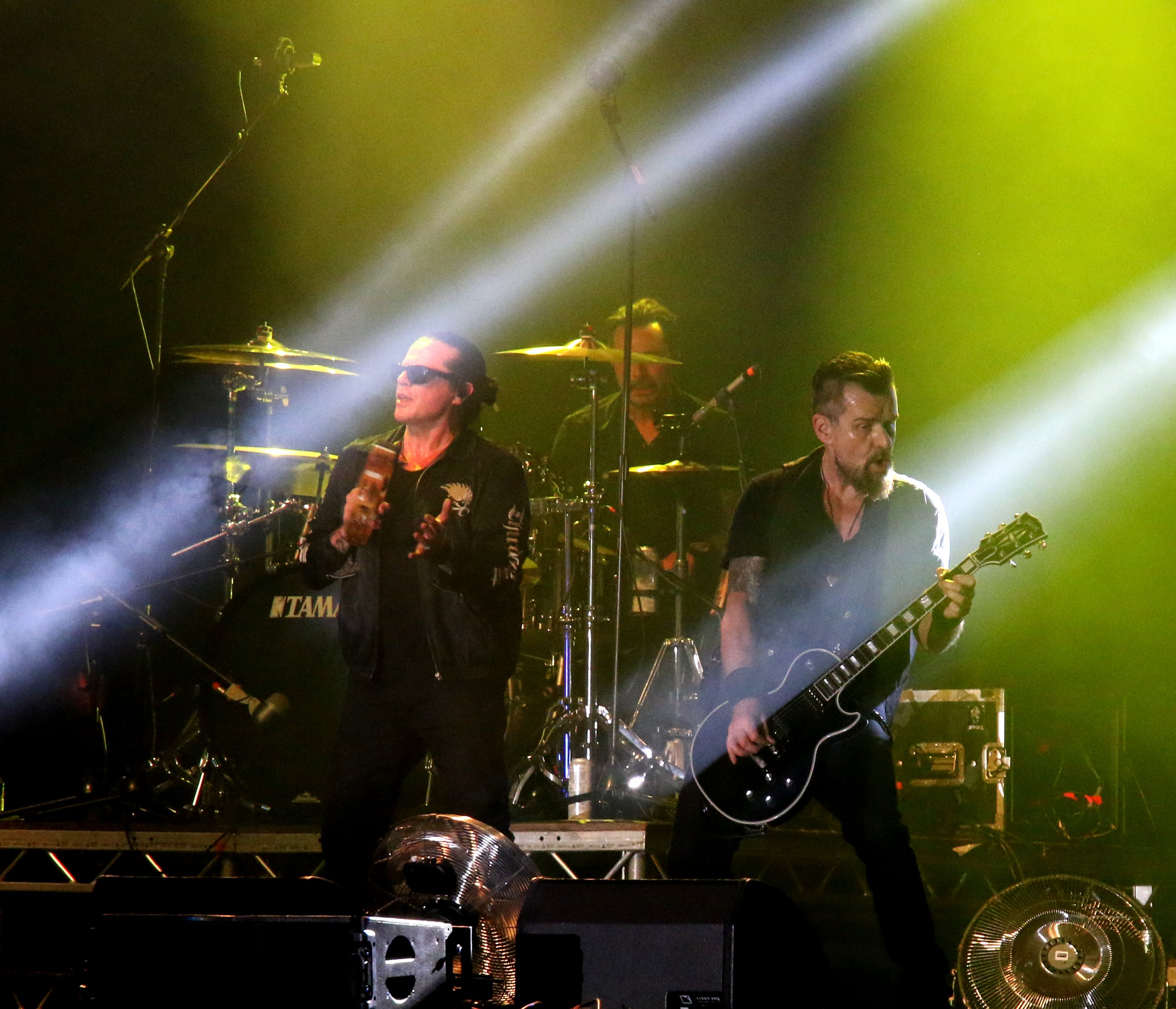
Tempesta, entre Astbury i Duffy. Maidstone, 2018.

### Amb Exodus
- Impact is Imminent (1990)
- Good Friendly Violent Fun (1991)
- Force of Habit (1992)

### Amb Testament
- Low (1994)
- First Strike Still Deadly (2001)
- Live in London (2005)

### Amb White Zombie
- Astro Creep: 2000 (1995)

### Amb Rob Zombie
- Hellbilly Deluxe (1998)
- The Sinister Urge (2001)
- Past, Present & Future (2003)
- The Best of Rob Zombie (2006)

### Amb Helmet
- Size Matters (2004)

### Amb Scum of the Earth
- Blah...Blah...Blah...Love Songs for the New Millennium (2004)

### Amb The Cult
- Born into This (2007)
- Capsule EPs (2010)
- Choice of Weapon (2012)
- Hidden City (2016)

### Amb Emphatic
- Another Life (2013)